# Kammervirtuose
Kammervirtuose (historisch oft Kammervirtuos) ist ein Ehrentitel für klassische  Instrumentalisten und Sänger.

## Geschichte
Die Bezeichnung leitete sich wahrscheinlich vom italienischen virtuoso di camera ab. Seit dem frühen 18. Jahrhundert verliehen viele europäische Fürstenhäuser diesen Titel für besondere Musiker an ihrem Hof (erste feststellbare Erwähnung Placidus Camerloher, 1730 in München).
Seit dem 19. Jahrhundert wurde dieser Titel auch für Musiker verliehen, die nie am Hofe angestellt waren. Besonders häufig sind Verleihungen in der k. u. k. Monarchie Österreich, in Sachsen und in Bayern feststellbar, gelegentlich auch in Baden, Sachsen-Meiningen, Mecklenburg, Russland und weiteren Territorien, nur selten in Preußen.
Auch nach der Aufhebung der meisten Fürstentümer 1918 wurde dieser Titel in Bayern und Sachsen gelegentlich weiter verliehen.
Auch in der DDR wurde diese Ehrung seit 1950 für einige wenige Musiker verliehen. Nach 1990 setzte die Stadt Dresden die Verleihung an langjährige Orchestermitgliedern fort. In der Gegenwart werden auch Bayerische Kammervirtuosen ernannt. In anderen Regionen scheint diese Praxis nach 1918 nicht fortgeführt worden zu sein.

## Modalitäten
Kammervirtuose ist die höchste Ehrentitel für Musiker seit dem 19. Jahrhundert, davor erfolgte meist eine Ernennung zum Kammermusiker/Kammersänger.
In der DDR konnten Kammervirtuosen nach zwanzigjähriger Zugehörigkeit zu einem Orchester ernannt werden, Kammermusiker nach zehn Jahren.
In Sachsen ist eine Verleihung an Soloinstrumentalisten nach zwölfjähriger Zugehörigkeit zur Dresdner Philharmonie möglich, für Orchestermusiker (Tutti) nach zwanzig Jahren (zum Kammermusiker bereits nach fünf bzw. zehn Jahren). Ein Rechtsanspruch und finanzielle oder andere Vergünstigungen bestehen dort nicht.
Weitere Ehrentitel für verdiente Künstler sind Kammertänzer, Kammerschauspieler, Staatsschauspieler oder Kirchenmusikdirektor.

## Einzelne Kammervirtuosen
Siehe auch Kammervirtuosen
Die heute bekanntesten Kammervirtuosen waren die Pianistin Clara Schumann, der Geiger Nicolo Paganini und der Komponist Boccherini. Der Kammervirtuose Adolf Gunkel wurde 1901 von einer Verehrerin  in einer Dresdner Straßenbahn erschossen, was Thomas Mann später im Doktor Faustus literarisch verarbeitete.

## Varia
Erich Kästner veröffentlichte 1927 das frech-erotische Gedicht Abendlied des Kammervirtuosen, wofür er am folgenden Tag seine Stellung als Feuilletonchef bei einer Leipziger Zeitung verlor.